# Пароплав

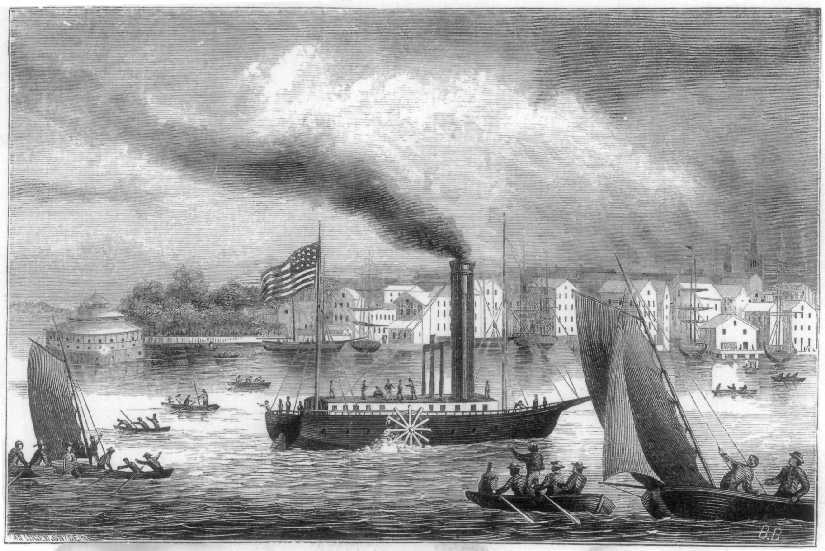
Пароплав Фултона

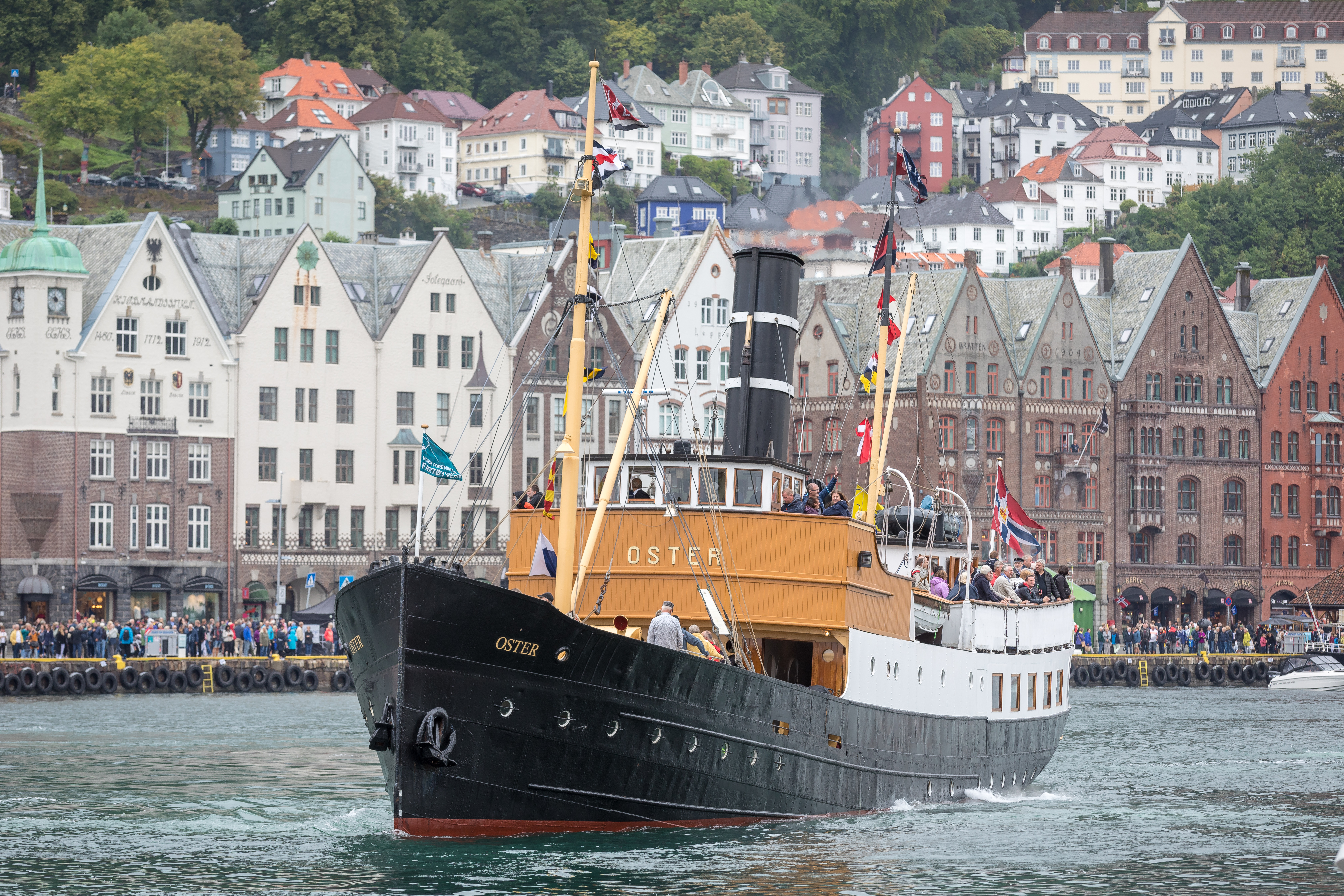
Норвезький пароплав SS Oster був спущений на воду у 1908 році.

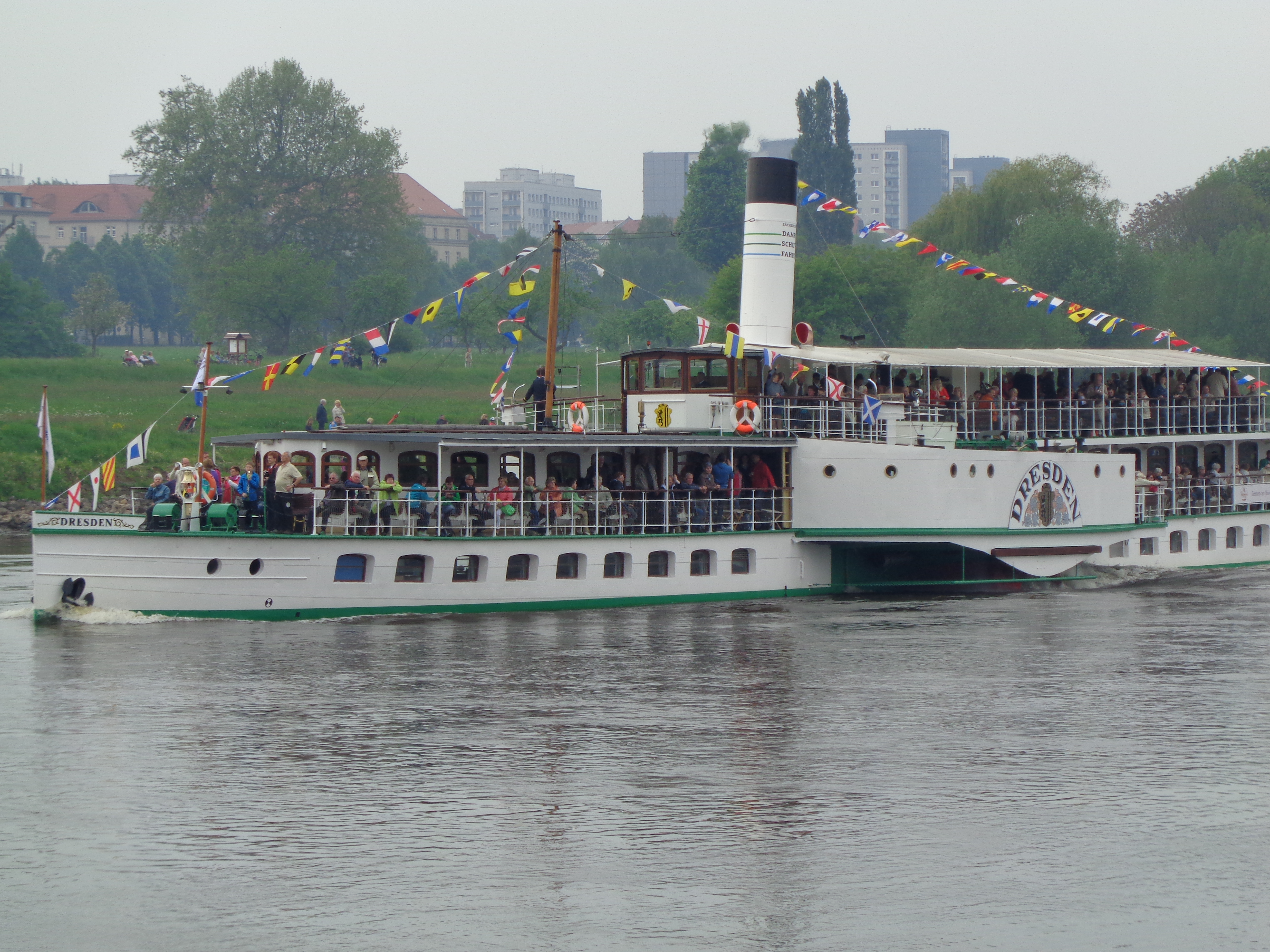
Річковий пароплав у Дрездені.

Паропла́в — судно, що приводиться в рух паровою машиною або паровою турбіною.

## Опис
Пароплави з паровою машиною можуть оснащуватися гребними колесами або гребними гвинтами. Гребний гвинт у пароплавів встановлюється на одному валу з паровою машиною. У пароплавів з турбіною гребний гвинт частіше приводиться через редуктор або через електричну передачу (проте на перших турбоелектроходах використовували спеціальні тихохідні турбіни, що працювали безпосередньо на гребний гвинт; такі тихохідні турбіни використовують також на сучасних атомних підводних човнах для зниження шумів).

## Види пароплавів

### Колісні пароплави
Колісний пароплав приводиться в дію гребним колесом, розташованим по борту або (рідше) за кормою.
На початку XIX століття гребні колеса були переважаючим засобом пересування парових човнів та парових катерів. Вже ближче до кінця XIX століття гребні установки були великою мірою витіснені гребними гвинтами та іншими морськими силовими установками, які мали вищий ККД, особливо в бурхливій або відкритій воді. Гребні колеса продовжують використовувати невеликі човни з педальним приводом і деякими судна, що здійснюють туристичні рейси.
Існує два типи колісних пароплавів: пароплави з кормовими колесами — з одним колесом ззаду і пароплави з бічними колесами — з одним колесом з кожного боку. Обидва використовували як річкові судна в Сполучених Штатах. Деякі досі працюють для туристів, наприклад, на річці Міссісіпі.

### Гвинтові пароплави
Гвинтові пароплави використовують як рушій гребний гвинт, урухомлюваний через валопровід від парової машини або парової турбіни (остання також може бути джерелом енергії і в турбоелектроході, різновиді теплохода, який пароплавом у суворому сенсі слова не є). Порівняно з гребним колесом гвинт має значну кількість переваг.
Першим пароплавом з гвинтовим рушієм став «Архімед», спущений на воду 1838 року.

## Історія
Перші достовірні згадки про парове судно — точніше, суденце — належать до літа 1783-го, коли французький маркіз де Жуффруа спустив на води річки Сони в Леоні човен із паровим двигуном і навіть деякий час ішов на ньому проти течії — поки двигун став непридатним до використання.
Джон Фітч в 1787 році створив перший пароплав «Персеверанс» в США. В наступному році пароплав почав здійснювати регулярні комерційні — туристичні рейси по річці Делавер між містами Філадельфія (Пенсільванія) та Барлінгтон (Нью-Джерсі) перевозячи по 30 пасажирів за раз зі швидкістю 11-12 км/год. Проєкт виявився економічно провальним, тому залишився маловідомим.
Роберт Фултон у 1807 році побудував корабель з гребним колесом «Клермонт», який здійснював рейси по річці Гудзон від Нью-Йорка до Олбані з швидкістю близько 5 вузлів (9 км/год). Цей проєкт був успішним, уже на початку він привертав значну увагу преси, тому часто йому приписують створення першого пароплава. 1819 року американське судно «Саванна» з гребними колесами вперше перетнуло Атлантичний океан, проте більшу частку шляху корабель пройшов під вітрилами, які ще довго зберігалися на пароплавах як допоміжний рушій.
Справжнім же першопрохідцем став англійський пароплав «Сіріус», який у квітні 1838 року досяг Нью-Йорка через 18 днів і 10 годин після відплиття. «Сіріус» став першим володарем «Блакитної стрічки Атлантики» — умовного призу, що присуджується за найшвидший перетин океану між Старим і Новим Світом. Щоправда, в рекордсменах пароплав пробув недовго — всього через чотири години досягнення було побито судном «Great Western», яке вийшло в путь одночасно з кораблем-піонером, але через пожежу, що виникла на борту, було змушене повернутися в порт і таким чином дало «Сіріусу» фору в три дні на те, щоб стати першим із перших.
Варто відзначити, що взяття Атлантики кораблю із зоряним ім'ям взагалі давалося відверто через силу. Річ у тому, що запасів вугілля на борту для рейсу бракувало, тому команді довелося кинути в топку запасні снасті, щогли, настил містків, поручні й навіть меблі.
Додамо, що в тому ж 1838-му був побудований перший гвинтовий пароплав — «Архімед». Гребний гвинт помітно поліпшив ходові якості пароплавів, що врешті-решт і призвело до остаточного витіснення з моря вітрильного флоту.

#### «Амазонка»
28 червня 1851 року в Англії був спущений новий і найбільший в історії дерев'яний пароплав з примітною назвою «Амазонка». Судно мало 91 м в довжину і 14,5 м в ширину. Однак прожив корабель зовсім недовго: на самому початку 1852 року на борту виникла пожежа, судно трагічно загинуло, забравши із собою 58 пасажирів і 162 особи екіпажу. Ще 11 осіб з'їхали з глузду від пережитого жаху.
З переходом від гребних коліс до гребних гвинтів ходові якості пароплавів сильно покращились. Це призвело до того, що на початок XX століття такі судна практично повністю витіснили на морі парусні.
ККД пароплавів з паровою машиною (побудованих в 1950-ті роки), становить 20—25 %; у турбоелектроходів 30—35 %.
Будівництво пароплавів з паровою машиною тривало до 1950-их років, паротурбоходів — до 1980-х. Наприклад, в СРСР останньою серією річкових пароплавів став тип «Йосип Сталін» (пізніше перейменований на «Рязань»). Пароплави цього типу будувалися до 1959 року.